# Nagatinskaja
Nagatinskaja (ros. Нагатинская) – stacja moskiewskiego metra linii Sierpuchowsko-Timiriaziewskiej (kod 144). Wyjścia prowadzą na ulicę Nagatinskaja, Warszawskoje szosse, Mieżdunarodnyj Pocztamt i na peron stacji Niżnije Kotły.

## Zamach
Wieczorem 11 czerwca 1996 w tunelu do stacji Tulskaja eksplodowała bomba o pojemności około 500-800 gramów trotylu. Znajdowała się pod siedzeniem w czwartym segmencie składu metra. W wyniku eksplozji zginęły 4 osoby, a 16 zostało rannych.

## Konstrukcja i wystrój
Jednopoziomowa, trzynawowa, płytka stacja kolumnowa z jednym peronem. Dwa rzędy 26 kolumn obłożono białym marmurem. Ściany nad torami ozodbiono kolorowymi florenckimi mozaikami ukazującymi historyczną Moskwę. Przedstawiają m.in. budowę świątyń i początki powstawania Kremla.